# Ратиборжице
Замак Ратиборжице је дворац 25 км северно од Чешке Скалице и око 10 км западно од Находа, у региону Храдец Кралове, Чешка. Стоји на узишеној равници испод које се шири долина у завоју реке Упа. Заједно са Бакином долином, смештеном између Чешке Скалице и Хавловице, нуди барокну архитектуру и бохемијски пејзаж, сврставајући се међу најпознатија и најпосећенија места у Источној Чешкој. Широј јавности постали су добро познати захваљујући Бабички (Баки), најпознатијем делу списатељице Божене Њемцове.

## Историја

### Имање
У средњем веку село по имену Ратиборжице било је фарма. Изнад ње, на месту званом „На старим Ратиборжицама“, налазило се витешко упориште које се 1388. године спомињало као седиште Ванека из Жампаха. 1464. године Ратиборжице је купио Алеш од Ризмбурка. У време Петра Андршпаха из Дубе, упориште је било везано за имање Ризмбурк. 1534. године описано је као пустош. Око 1565. године поново је поправљено, али након 1582. године, током периода владавине породице Смирицки и након везивања за имање Наход, престало је да постоји.
После Битке на Белој планини, породица Трчка поседовала је имање од 1623. до 1634. године, чији је последњи чешки власник био Адам Ердман Трчка, који је живот изгубио заједно са Албрехтом Валенштајном током такозване „егзекуције Чеба“. Цар Фердинанд II доделио је заплењено имање италијанском племићу Отавију Пиколоминију „за његове краљевске заслуге“.

### Изградња
У годинама од 1702. до 1708. тадашњи власник имања Лоренцо Пиколомини саградио је барокну летњу палату у Ратиборжицама, коју је намеравао да користи за летње боравке и у ловном периоду. Мали дворац је саграђен у стилу италијанских сеоских вила и слично као и дворац у Хостивицама и Кацову, сврстао се међу јединствене узорке ове врсте господских поседа у овој земљи.
Зграда, подигнута на ромбоидном тлоцрту, има један спрат, четвороводни кров и необичну кровну конструкцију са шест димњака. И приземље и спрат имају по једну велику салу окружену стамбеним собама. Два супротно смештена степеништа уметнута су у средину. Некадашња капела сада лежи испод нивоа приземља крила за слуге, изграђеног у другој половини 18. века.
Године 1792. задужено имање купио је војвода од Курландије и Семигалије Петер фон Бирон. 1795. војвода се одрекао свог војводства (Курландија) царици Катарини II и преселио се трајно у своја господства Саган (Захан) и Наход. Ратиборжице су постале омиљено летње седиште Петера Бирона.

### Реконструкција
После војводине смрти 1800. године, имање Наход наследила је Петрова кћерка Катерина Фредерика Бениња, војвоткиња Захана, позната из романа Б. Њемцове Бабичка, као „дама принцеза“. Лепа и паметна војвоткиња васпитана је у духу романтизма тог времена. Окружила се истакнутим кругом пријатеља из реда уметника, филозофа и политичара и посветила пажњу друштвеним догађајима, политици и путовањима. Клемен Брил, породични историчар, написао је о њој следеће: „Изванредно је зрела, има лепу фигуру и лице, поносна је и пуна достојанства, очарава све својом добротом и женском нежношћу.“
Након реконструкције, од 1825. до 1826. године, дворац је стекао облик елегантног поседа у касноевропском класичном и емпир стилу. Пре него што је започета његова обнова, војвоткиња је двор учинила доступним за дипломатске преговоре између свог дугогодишњег пријатеља, аустријског канцелара К.В.Л. Метерниха, и представника Русије и Пруске. Слично као у оближњем Опочном, чланови будућег „Светог савеза“ разговарали су о питању заједничких мера против француског цара Наполеона. Катерина Заханска сврстала се међу страсне противнике „великог освајача“ и пружила помоћ и подршку свима који су помогли да се убрза његов пад.
1839. године Катерина Заханска је умрла, а имање је наследила њена сестра Паулина. Стално је боравила на имањима у Пруској и убрзо продала имање у Чешкој. Од 1840. до 1842. било је власништво царског грофа Октавијана Липе-Бистерфелда, од кога га је купио један од његових рођака, Георг Вилијам, принц од Шаумбург-Липеа, за 2,5 милиона златних флорина. Осим замка у Находу, Ратиборжице и Швалковице, неких 113 села и мањих градова, велике шуме и рудници у Статоновицама припадало је имању у то време. Након његове смрти 1860. године, имања је преузео његов најмлађи син принц Вилијам од Шаумбург-Липеа, оснивач гране породице из Находа.
Тада је дворац Ратиборжице подвргнут последњој важној реконструкцији. У унутрашњости је постављена нова пећ, зидови су обновљени и реконструисано је крило за слуге. 8. јуна 1866. године једна од битака пруско-аустријског рата вођена је код Чешке Скалице, смештене у близини Ратиборжица. После рата породица Шаумбург потрошила је знатне суме на обнову уништене фарме, а такође је дала да се о њиховом трошку подигну бројни ратни споменици. Цар Франц Јозеф I Аустријски посетио је Ратиборжице током обиласка ратишта 1866. године.
Последњи власник дворца био је принц Беджих Шаумбург-Липе. Током Другог светског рата окупирала га је немачка војска, а 1945. године постала је државно власништво. 1976. године дворац Ратиборжице и цело подручје Бабичине долине проглашени су националним културним спомеником. Након завршетка сложене рестаурације дворца 1991. године, унутрашњост зграде је поново учињена доступном јавности. Приземље је 1994. године такође било отворено за посетиоце.

## Дворац

### Предворје
Опремљено је комплетом оригиналних класичних столица, пејзажним сликама 17. и 18. века и мермерним попрсјима. Затим следи Бидермајер „радна соба“ где је део нове библиотеке замка смештен у једном од оригиналних кабинета. Остатак некадашње богате библиотеке Катерине Заханске спојен је са библиотеком Наход у другој половини 19. века. Вредан пажње је покретни ормарић са неколико фиока и позлаћеном куполом - кућном апотеком. Два попрсја од кинеског порцелана припадају малој колекцији производа из краљевске фабрике у Копенхагену. Колекција потиче са имања супруге последњег власника замка, принца Беджиха. Она је била принцеза Лујза од Данске, треће дете и најстарија ћерка данског краља Фредерика VIII и његове супруге Лујзе од Шведске.

### Пријемни салон
У пријемном салону су портрети чланова породице Шаумбург-Липе и данских краљева. Други део колекције из производње фабрике краљевског порцелана у Копенхагену такође је изложен овде у витрини.

### Друштвени и музички салон
Салон је био намењен друштвеним играма и освежењу у облику шољице кафе или чоколаде. Узорак тапета и намештаја припада касном 18. веку, а музички салон је опремљен у наполеонском царском стилу и опремљен је удобним намештајем за седење са бројним музичким инструментима попут бечког Штрајхер клавира.

### Салон три цара
Главна сала на првом спрату је Салон три цара, чије име симболично изражава значај Ратиборжице током наполеонских ратова. Намештај касног емпир стила допуњен је бронзаним сатом из Француске и платнима са митолошким темама.

### Женски салон
Док су господа разговарала о политичким и војним догађајима уз цигаре и чашу вина, женски салон, такође претежно представник другог рококо стила, сведок је у вези са модом. Унутрашњошћу доминира портрет принцезе Лујзе од Данске сликара Ота Бастра и дводелни биро од тврдог полираног дрвета. Атмосферу женског салона појачавају два класична огледала која висе на бочним странама француских прозора.

### Летња трпезарија
Некадашња баштенска соба сада служи као Летња трпезарија. Необарокни комплет намештаја, употпуњен плавим посудама енглеске Копенленд фабрике, и званични портрети родитеља принцезе Лујзе - краља Фредерика VIII и данске краљице Лујзе - добро се истичу у овом ентеријеру. Свечани карактер собе наглашавају завесе и столњак од смарагдно-зеленог сомота.

### Соба Шаумбург
Такође названа „угаона“, има карактер дневне собе прве половине 19. века. Изнад комоде са сатом од алабастера је репрезентативни портрет принцезе Батилдис, а насупрот њему, између прозора, портрет њеног супруга, принца Вилема Карела Шаумбург-Липеа, у униформи украшеној породичним и аустријским ордењем.

### Графичка соба
Графичка соба испуњава функцију повезујуће собе и своје име је добила захваљујући занимљивој колекцији малих слика са предметима преузетим из Краљевства вртова Десау-Верлиц.

### Студио
Студио у највећој мери дочарава атмосферу средине у којој су „господари властелинства“ живели у другој половини 19. века. Комплет намештаја у стилу другог рококоа допуњен је параваном, поклоном официра Хусарског пука бр. 9 „Надаси“ њиховом заповеднику принцу Беджиху, чији портрет у униформи мађарског генерала виси изнад софе. Велику пажњу привлачи и велика округла ваза из Копенхагена на полици.

### Соба принцезе
Најпознатија соба у читавом дворцу је Соба принцезе, која је инспирисала писца Божену Њемцову да припреми заплет за једно од поглавља њеног романа Бабичка. Склоност ка путовањима Катерине Заханске доноси група четрнаест уметника који приказују пејзаже из околине језера Комо и језера Мађоре у Италији. Овај ентеријер је последња од државних соба, које прате приватне одаје.

### Спаваћа соба и тоалетна соба
Спаваћа соба садржи брачне кревете са изрезбареним грбом савезништва Шаумбурга и Саксон Анхалта. Завесе и покривачи за кревет направљени су од црвеног сомота. Тоалетна соба, опремљена сетом за прање, малим столом и ротирајућим огледалом, параваном и сталком за одећу, има чисто приватни карактер. Изложена одора Беджиха - мађарског генерала, употпуњена додацима који укључују мач - предмет је од великог интереса. 

## Парк замка
Рушење старе фарме и њено пресељење на већу удаљеност од замка 1811. створило је простор за уређење парка. Катерина Заханска је наредила његово дизајнирање и реализацију у тада помодном енглеском стилу. Првобитно је у њему посадила читав низ страних, углавном северноамеричких стабала. Први баштован био је Чех Карел Биндер, чији је наследник Готлих Босе, коме се приписује главна заслуга за изградњу парка.
Некадашње појилиште за стоку добило је облик језера, а 1830. године, стакленика. Такозвана „кућа ананаса“ изграђена је уз доњи руб парка. Стоји на месту оригиналног Старог белишта, где је у стварности Барунка Панклова провела своје рано детињство. Каснији стан породице Панкл налази се иза стакленика, у приземљу некадашње штале.
Ограђени парк који окружује дворац прешао је у отвореније дизајнирани пејзажни парк који је обухватао читаву садашњу Бабичкину долину, од 1952. године Резерват пејзажа и природе и сада Национални споменик природе. Стаза звана „Bathildina stezka“ води у долину од парка дворца. На путу до млина пролази се дуж високог цигленог зида некадашњег властелинског врта званог „Květnice“ из 1801. године.

### Млин
То је једноспратна камена зграда са уграђеном просторијом за заједничку употребу фарме и спољном зградом у ограђеном дворишту. Већи део зграде заузима такозвани млин, која је опремљен историјским млинарским објектима из 19. века. Налази се у приземљу и на спрату. У приземљу је некада била и пекара, док је на спрату био млинарев стан који се састојао од две просторије. Млинарска соба је намештена у сеоском стилу с почетка 19. века, док Манчинкина соба, напротив, има намештај по карактеру градског домова.
Млинар Антонин Рудер (Лудр)сврстао се међу богате слободне власнике тог времена. Млин је стекао венчањем и 1783. године обновио га је деда Барункиног пријатеља Манчинке, Антонин Рудер. Његов син, односно млинар из романа Бабичка, продао је млин Шаумбурговима 1842. године
Испод липе испред млина стоји статуа Девице Марије која је, како нам говори донаторски натпис из 1796. године, подигнута по наруџби млинара Антонина Рудера и његове супруге Ане.
Узводно од погона млина, након нешто мање од сто метара постављен је споменик назван "Бака и њени унуци". Његов камен темељац постављен је јула 1920. године поводом стоте годишњице рођења књижевнице Божене Њемцове. Свечано откривање споменика догодило се 9. јула 1922. године, а њему су присуствовала друштва, корпорације и угледне личности из целе републике. Групу статуа реализовао је у пешчару вајар Ото Гутфројнд по сопственом пројекту, у коме је сарађивао са архитектом професором Павелом Јанаком.
Насупрот споменика поред погона стоји бивша "Племићка гостионица". Заједно са ковачницом, она је овде већ стајала у 16. веку. Од 1738. породица Целба је водила место. Кристила, Барункина старија пријатељица, била је ћерка крчмара Франтишека Целбе и његове супруге Ане. Од 1858. гостионица се почела називати „Племићка гостионица“; те је године принц Јиржи Вилем Шаумбург-Липе купио од Доминика Целбе. 1898. године овде је живео композитор Карел Коваржовиц, надахнут местом да напише своју оперу "Na Starém bělidle" (На старом белишту).

### Старо белиште
Старо белиште једна је од најпознатијих народних структура у Чешкој. Колибу са дрвеним рамом са кровом од шиндре саградио је 1797. млинар Антонин Рудер као дом своје баке и деке. Године 1842. заједно са млином купио ју је тадашњи власник имања, принц Ј.В. Шаумбург-Липе, то је била једноспратна зграда у којој се налазила вешерница.
Упркос чињеници да је Катерина Заханска срушила Старо белиште у вези са адаптацијама и проширењем парка, управо је ту Божена Њемцова сместила радњу свог романа Бабичка.
Опремљена је према писању писца - старим намештајем и ситним предметима из музеја Божена Њемцова у Чешким Скалицама.

### Викторкина брана
Оригинални дрвени прелив прилагођен је неколико пута током друге половине 19. века у вези са изградњом већег система за наводњавање за ливаде Ратиборжице. Најновија реконструкција уставе извршена је током регулације реке Упа 20-их и 50-их година 20. века.

### Ловачки павиљон
У такозваној фазанерији, зграда је довршена 1800. године у царском стилу, са великом салом напред и два крила. Фасаду истичу два дорска стуба која носе широки, троугласти забат. Током лова који се овде одвијао, племићи су се освежавали у павиљону, а чај се служио током вожње парком (отуда и назив „Чајни Павиљон“).